# Rasmus
För den finländska rockgruppen, se The Rasmus.
Rasmus är ett mansnamn, en form av Erasmus som är bildat från det grekiska ordet erasimos 'värd att älska'.
Namnet har i Sverige haft en extrem utveckling från att ha varit mycket ovanligt till att bli ett modenamn på 1990-talet. Namnets förekomst hos Astrid Lindgren kan ha bidragit till dess popularitet. Namnet är sedan tidigare ganska vanligt i Danmark och Nederländerna. Den 31 december 2017 fanns det totalt 18 607 personer i Sverige med namnet, varav 16 978 med det som tilltalsnamn. Namnet hade en topp runt 1999, då 670 pojkar fick namnet.
Namnsdag: 26 oktober (sedan 2001, delas med Amanda. Rasmus hade tidigare namnsdag 1986–92 den 27 augusti och 1993–2000 den 20 februari, Erasmus hade före 1901 namnsdag den 2 juni). I den finlandssvenska namnsdagslängden har Rasmus namnsdag 24 oktober sedan 2000. Före det hade Rasmus namnsdag 3 maj 1995–1999.
En variant är Razmus.

## Personer med namnet Rasmus
- Rasmus Dahlin, svensk ishockeyspelare
- Rasmus Elm, svensk fotbollsspelare
- Rasmus Fleischer, journalist
- Rasmus Lindberg, regissör
- Rasmus Ling, svensk politiker (miljöpartist), riksdagsledamot och gruppledare
- Rasmus Ludvigsson, kanslisekreterare hos Gustav Vasa
- Rasmus Lyberth, grönländsk skådespelare och sångare
- Rasmus Paludan, dansk-svensk politiker och aktivist, koranbrännare
- Rasmus Persson (politiker) (född 1975), lokalpolitiker i Ystad
- Rasmus Persson (radiopratare) (född 1983)
- Rasmus Persson (fotbollsspelare) (född 1996)
- Rasmus Rask, dansk språkvetare
- Rasmus Ristolainen, finsk ishockeyspelare
- Rasmus Rändvee, estländsk sångare
- Rasmus Sivertsön Aarflot, norsk lensmand, redaktör och stortingsman
- Rasmus Tholstrup, dansk mejerifabrikant
- Rasmus Troedsson, skådespelare och journalist
- Rasmus Åkerblom, journalist, programledare och TV-producent

### Figur i litteratur och på film med namnet Rasmus
- Kalle Blomkvist och Rasmus
- Rasmus Nalle
- Rasmus på luffen